# Claudia Piñeiro
Claudia Piñeiro (ur. 10 kwietnia 1960 w Burzaco) – argentyńska pisarka, dziennikarka, autorka scenariuszy telewizyjnych, sztuk teatralnych i powieści kryminalnych.

## Życiorys
Urodziła się 10 kwietnia 1960 w Burzaco. Choć chciała studiować socjologię, ze względów politycznych zmuszona była wybrać inny kierunek. W 1983 roku ukończyła studia w zakresie księgowości na Uniwersytecie w Buenos Aires, lecz po dziesięciu latach zrezygnowała z tej ścieżki kariery i poświęciła się pisaniu. Uczestniczyła w warsztatach pisarskich, studiowała literaturę. Pracowała jako dziennikarka, autorka scenariuszy telewizyjnych i sztuk teatralnych; w 1992 roku otrzymała dziennikarska nagrodę Premio Pléyade. Z czasem skupiła się na tworzeniu beletrystyki. Jej powieści kryminalne uzyskały w Argentynie status bestsellera, m.in. powieść Czwartkowe wdowy sprzedała się w liczbie przeszło 500 tys. egzemplarzy, jednocześnie uzyskując liczne wyróżnienia.
Piñeiro jest laureatką argentyńskich i zagranicznych wyróżnień i nagród literackich, w tym nagrody Premio Clarín-Alfaguara (2005, za Czwartkowe wdowy), LiBeraturpreis (2010, za Elena wie), czy Premio Sor Juana Inés de la Cruz (2010, za Las grietas de Jara), a także finalistką nagrody Premio Planeta (2003, Tuya). W 2022 roku angielskie tłumaczenie Elena wie autorstwa Frances Riddle znalazło się na krótkiej liście nominowanych do nagrody International Booker Prize.
Piñeiro jest trzecim najczęściej tłumaczonym pisarzem argentyńskim, po Jorge Luisie Borgesie i Julio Cortázarze.

## Dzieła przetłumaczone na polski
- Czwartkowe wdowy. Tomasz Pindel (tłum.). Wydawnictwo Sonia Draga, 2015. ISBN 978-83-7999-351-2. Brak numerów stron w książce
- Betibu. Tomasz Pindel (tłum.). Wydawnictwo Sonia Draga, 2016. ISBN 978-83-7999-383-3. Brak numerów stron w książce
- Okruchy szczęścia. Katarzyna Okrasko (tłum.). Wydawnictwo Sonia Draga, 2016. ISBN 978-83-7999-821-0. Brak numerów stron w książce
- Klątwy. Katarzyna Okrasko (tłum.). Wydawnictwo Sonia Draga, 2019. ISBN 978-83-8110-665-8. Brak numerów stron w książce
- Elena wie. Twoja. Tomasz Pindel (tłum.). Wydawnictwo Sonia Draga, 2019. ISBN 978-83-8110-666-5. Brak numerów stron w książce
- Katedry. Tomasz Pindel (tłum.). Wydawnictwo Sonia Draga, 2021. ISBN 978-83-8230-190-8. Brak numerów stron w książce
- Czas much, Tomasz Pindel (tłum.). Wydawnictwo Sonia Draga 2023. ISBN 978-83-8230-611-8